# Блейк Едвардс
Блейк Едвардс (Македвардс) (англ. Blake Edwards; 26 липня 1922, Талса — 15 грудня 2010, Санта-Моніка) — американський сценарист, кінорежисер, продюсер. Серед найвідоміших робіт — фільми «Сніданок у Тіффані», «Великі перегони», «Вечірка», мультфільм «Рожева пантера».

## Фільмографія
- 1948 — Ручка каструлі, актор
- 1949 — Втеча, сценарист
- 1953 — Всі на берег! сценарист
- 1954 — Чотири зірки Плейхауз (ТВ-серіал), режисер
- 1954 — Атомна дитина, сценарист
- 1954 — Поїздка кривою дорогою, сценарист
- 1955 — Моя сестра Ейлін, сценарист
- 1955 — Шоу Міккі Руні (ТВ-серіал), сценарист
- 1955 — Не розлучайся з посмішкою, режисер
- 1956 — Він сміявся останній, режисер
- 1957 — Містер Корі, режисер
- 1958 — Ідеальна відпустка, режисер
- 1958 — Приємні відчуття, режисер
- 1958 — Пітер Ганн (ТВ-серіал), режисер
- 1959 — Операція «Нижня спідниця», режисер
- 1959 — Містер Щасливчик (телевізійний), режисер
- 1961 — Сніданок у Тіффані, режисер
- 1961 — Шоу Діка Павела (телевізійний), режисер
- 1962 — Експеримент з жахом, режисер
- 1962 — Дні вина і троянд, режисер
- 1962 — Власниця будинку, сценарист
- 1962 — Кушетка, сценарист
- 1963 — Рожева пантера, режисер, сценарист
- 1963 — Солдат під дощем, сценарист
- 1964 — Постріл у темряві, сценарист, режисер, продюсер
- 1965 — Великі перегони, режисер
- 1966 — Що ти робив на війні, тато? режисер
- 1967 — Ганн, режисер
- 1968 — Вечірка, The Party, режисер
- 1969 — Монах, сценарист
- 1970 — Дорога Лілл сценарист, режисер, продюсер
- 1971 — Дикі бродяги сценарист, продюсер
- 1972 — Лікування лікаря Керрі, режисер
- 1974 — Джулі і Дік в Ковент-Гардені (телевізійний), режисер
- 1974 — Зерно Тамаринда (Фінікова кісточка), сценарист
- 1975 — Повернення рожевої пантери, режисер, продюсер
- 1976 — Рожева пантера знову завдає удару, сценарист, режисер, продюсер
- 1978 — Помста рожевої пантери, сценарист, режисер, продюсер
- 1979 — 10, сценарист, режисер, продюсер
- 1987 — Побачення всліпу, режисер
- 1981 — Сучий син, режисер
- 1982 — Віктор/Вікторія, сценарист, режисер, продюсер
- 1982 — Слід рожевої пантери, сценарист, режисер, продюсер
- 1983 — Прокляття рожевої пантери, режисер
- 1983 — Чоловік, який любив жінок, режисер
- 1984 — Міккі+Мод, режисер
- 1984 — Заваруха в місті, сценарист
- 1986 — Таке життя! сценарист, режисер
- 1986 — Колотнеча, режисер
- 1988 — Захід, сценарист, режисер
- 1988 — Джастін Кейс (ТВ), сценарист
- 1989 — Товста шкіра (До мізка кісток), сценарист, режисер
- 1991 — Кара небесна (Підміна), сценарист, режисер
- 1993 — Син рожевої пантери, режисер
- 2006 — Рожева пантера (The Birth of the Pink Panther), автор персонажів

## Премії та нагороди
- Премія «Оскар» за картину «Віктор і Вікторія» — найкращий сценарист
- Премія «Сезар» за картину «Віктор і Вікторія» — найкращий іноземний фільм